# Emmanuella Blaser
Pour les articles homonymes, voir Blaser.
Emmanuella Blaser, née le 15 janvier 1945 à Genève (originaire de Langnau im Emmental), est une personnalité politique suisse du canton de Vaud, membre du Parti radical-démocratique (PRD), puis de l'Union démocratique du centre (UDC). Elle est députée au Conseil national de 1995 à 1999.

## Biographie
Emmanuella Blaser naît le 15 janvier 1945 à Genève. Elle est originaire de Langnau im Emmental, dans le canton de Berne. Elle est employée de commerce.
Elle préside la Croix-Rouge du Haut-Léman.

## Parcours politique
Emmanuella Blaser est membre du Parti radical-démocratique (PRD), puis de l'Union démocratique du centre (UDC),.
Elle siège au Conseil communal de La Tour-de-Peilz de 1981 à 1984. Elle est ensuite membre de la Municipalité de 1985 à 1989. En 1989, elle est élue syndique face au libéral Marc-Etienne Heller. En 1993, le PRD refuse de la présenter pour une nouvelle législature à la suite d'une rupture de collégialité de sa part. Elle fonde alors un parti politique local, le Renouveau centriste, et obtient sa réélection,. Quatre ans plus tard, elle n'est pas réélue à la Municipalité.
En 1994, elle est contactée tant par le Parti démocrate-chrétien que par l'UDC pour être candidate lors des élections fédérales de 1995. Elle choisit d'adhérer à l'UDC, tout en soulignant ses différences avec le parti par rapport à l'Union européenne et en restant membre du Renouveau centriste au niveau local. Son choix est notamment dû à l'existence d'une section PDC à La Tour-de-Peilz, opposée au Renouveau centriste. Elle est élue le 22 octobre 1995, devançant la tête de liste de son parti, l'ancien président du Grand Conseil Jean Fattebert. Elle siège au Conseil national de 1995 à 1999. Elle est alors l'une des deux seules membres romandes de l'UDC, avec le conseiller national du Jura bernois Walter Schmied, à siéger aux Chambres fédérales. En 1999, elle renonce à se présenter pour une deuxième législature.